# Januarije
Sveti Januarije (lat. Sanctus Ianuarius, tal. San Gennaro; Napulj ili Benevento, 3. stoljeće – Pozzuoli, Napulj, 19. rujna 305.) bio je ranokršćanski napuljski biskup i mučenik. U napuljskoj katedrali čuva se moćnik s njegovom čudotvornom krvlju.

## Životopis
O Januariju ne postoji puno podataka. Prema predaji bio je biskup Napulja ili Beneventa. Mučeništvo je podnio za vrijeme Dioklecijanovih progona, 19. rujna 305. godine u Pozzuoliju kraj Napulja, zajedno s đakonom Prokulom i laicima Euticijem i Akuzijem. Bio je osuđen na smrt u areni s lavovima, no zvijeri puštene u arenu samo su mirno ležale, pa su mu krvnici odrubili glavu. Njegovu mučeničku krv sačuvala je pobožna kršćanka Euzebija.

## Štovanje
Godine 432. napuljski je biskup Ivan I. otkrio kosti svetog Januarija i pohranio ih u katakombama Capodimonte. Relikvije su 831. godine odnesene u Benevento, a odande su 1154. godine dospjele u samostan Montevergine. Godine 1497. ponovno su vraćene u Napulj, gdje se i danas nalaze i štuju. Moćnik s krvlju čuva se u jednoj od katedralnih kapela.
Tri puta godišnje u napuljskoj katedrali događa se čudo povezano s relikvijom Januarijeve krvi. Svečeva tvrdo zgrušana krv poprimi tekuće stanje. Dani u koje se događa čudo su blagdan prijenosa svečevih relikvija (subota uoči prve nedjelje u svibnju), 19. rujna (dan mučeničke Januarijeve smrti) i 16. prosinca. Tog datuma 1631. godine bio se probudio obližnji Vezuv, no lava nije ušla u grad. Prema predaji lavu je na gradskim vratima zaustavio sv. Januarije.
U napuljskoj katedrali nalazi se također i blago sv. Januarija, jedna od najvećih svjetskih zbirki dragulja koje su građani Napulja, vladari i ostali hodočasnici kroz povijest darivali svecu.

## Vanjske poveznice
Ostali projekti
|  | Zajednički poslužitelj ima još gradiva o temi Sveti Januarije |

Mrežna mjesta
- Muzej riznice sv. Januarija  Arhivirana inačica izvorne stranice od 28. srpnja 2021. (Wayback Machine), službeno mrežno mjesto
- Dragulji sv. Januarija prvi put izneseni iz Napulja  Arhivirana inačica izvorne stranice od 3. rujna 2021. (Wayback Machine), Glas Istre, 25. studenoga 2013.